# Carl Denig
Carl Denig (Rotterdam, 19 maart 1892 – 18 februari 1975) was een tentenfabrikant en medeverantwoordelijke voor de introductie van het kamperen in Nederland.
Denig begon in 1910 in Londen aan een tweejarige opleiding tot kleermaker. In 1911 werd hij lid van de Engelse Amateur Camping Club (een voorloper van de huidige Camping and Caravanning Club), waar hij kennis maakte met lichtgewicht tenten. Hij bouwde zijn eerste eigen tent in 1912. Thuisgekomen in Amsterdam richtte hij op 5 mei 1912 samen met Nol van Ameringen, Jaap Mewe, en zijn zus Louise Denig de Nederlandse Toeristen Kampeer Club op. Denig behoort ook tot de oprichters van de HISWA (1932), de Nederlandse brancheorganisatie voor watersportbedrijven.
In 1912 startte Carl Denig met de productie van tenten onder zijn eigen naam. In 1924 werden de tenten, door het voor die tijd opvallend lichte gewicht, ook geëxporteerd naar Nederlands-Indië.
Het bedrijf verhuisde in de jaren 1930 van het Amsterdamse Rokin naar de Weteringschans, waar het nog altijd gevestigd is. Het bedrijf breidde uit met een vestiging in Den Haag in 1938. In 1965 werd Carl Denig benoemd tot ridder in de orde van Oranje-Nassau wegens zijn aandeel in het bevorderen van het buitenleven en het vergroten van de belangstelling voor de natuur. In 1970 werd het bedrijf overgenomen door Henk van Veen (eigenaar van Van Veen motorfietsen). De winkel bleef echter de naam Carl Denig dragen. In 2004 opende het bedrijf een filiaal in Nieuwegein. In 2008 namen Gert Jan Nauta en Peter Arensman Carl Denig over, en in 2009 werd een internetwinkel geopend. In de periode daarna werden de winkels in Den Haag en Nieuwegein weer gesloten. Wel werd er aan de Rijnstraat in Amsterdam een winkel voor koop en verkoop van tweedehands buitensportartikelen geopend. 